# 李银峰
李银峰（1966年7月—），白族，云南云县人，中华人民共和国政治人物。

## 生平
1993年12月加入中国共产党。早年任教于云县一中、云县职业中学工作。1996年12月，担任云县职业中学校长。1998年5月，担任云县粮食局局长。2000年7月，任中共云县涌宝乡党委书记。2001年，供职于中共临沧地委办公室。2004年，担任临沧市（行署）教育局党组成员、副局长。2009年，担任临沧市人民政府副秘书长，市人民政府办公室党组成员、常务副主任2011年4月，任临沧市委副秘书长、市委政策研究室主任、市委农村工作办公室主任。2014年2月至2015年9月，担任中共沧源县委书记。2015年9月，担任中共临沧市委常委、市委秘书长。

## 资料来源
1. ↑  . district.ce.cn.   [2018-01-30]. （原始内容存档于2019-09-22）.
2. ↑  网易. . news.163.com.   [2018-01-30].[永久]
3. ↑  . district.ce.cn.   [2018-01-30].

| 中国共产党职务 | 中国共产党职务                        | 中国共产党职务 |
| -------------- | ------------------------------------- | -------------- |
| 前任： 祁腾武  | 中共沧源县委书记 2014年2月至2015年9月 | 繼任： 杨志厅  |